# سيبان وامسحاير

تعديل مصدري - تعديل

سيبان وامسحاير هي إحدى قرى عزلة جيشان بمديرية جيشان التابعة لمحافظة أبين، بلغ تعداد سكانها 30 نسمة حسب تعداد اليمن لعام 2004.